# Campaña de las islas Marianas y Palaos
La operación Forager, nombre en clave  de la campaña de las islas Marianas y Palaos, fue una ofensiva lanzada por los Estados Unidos contra el Imperio del Japón en la islas Marianas y Palaos de junio a noviembre de 1944 durante la Guerra del Pacífico. La ofensiva estadounidense, bajo el mando de Chester Nimitz, siguió a la campaña de las islas Gilbert y Marshall, y fue pensada para neutralizar las bases japonesas en el Pacífico Central, prestar apoyo a los aliados que aspiraban a recuperar Filipinas y proporcionar bases más cerca de Japón con el fin de continuar con la campaña de bombardeos.

## Desarrollo
La ofensiva comenzó con los desembarcos en Saipán de los Marines y del Ejército, apoyados por la Armada, en junio de 1944. En respuesta a estos desembarcos, la flota combinada de la Armada Imperial Japonesa atacó a la Armada estadounidense, en la famosa batalla del Mar de Filipinas (también llamada Gran Marianas Turkey Shoot) que tuvo lugar entre el 19 y el 20 de junio, en el transcurso de la batalla, las fuerzas navales y aéreas japonesas sufrieron grandes pérdidas, entre las que destacan el hundimiento de tres de sus portaaviones.
Poco después de esta batalla, los estadounidenses desembarcaron en Guam y Tinian en julio de 1944. Después de intensos combates, Saipán fue tomada en julio, y Guam y Tinian, en agosto de 1944. Los estadounidenses construyeron un aeropuerto más grande en Tinian, desde donde los B-29 despegaron para bombardear ciudades japonesas hasta los últimos días de la guerra, incluyendo a los que realizaron los bombardeos atómicos sobre Hiroshima y Nagasaki. 
Mientras tanto, para asegurar el flanco, las fuerzas estadounidenses y prepararse para atacar Filipinas, tropas del Ejército y de los marines desembarcaron en Peleliu y Angaur, en Palaos. Después de intensos combates en Peleliu, la isla fue ocupada finalmente por los estadounidenses en noviembre de 1944.

## Consecuencias
Después de desembarcar en las islas Marianas y Palaos, las fuerzas aliadas continuaron avanzando con gran éxito por el Pacífico hasta Japón, desembarcando en Filipinas en octubre de 1944 y en las islas Ryūkyū e islas de Los Volcanes a principios de enero de 1945.